# 埃莉诺·恩瓦迪诺比
埃莉诺·恩瓦迪诺比（Eleanor Nwadinobi），是一名尼日利亚医学家、妇女健康活动家。2019年她当选国际女医生协会主席，成为首位担任该会主席的尼日利亚人。

## 生平
埃莉诺·恩瓦迪诺比的父亲来自尼日利亚阿比亚州、母亲来自牙买加。他们两人在英国伦敦相识，当时埃莉諾·恩瓦迪諾比的父亲在伦敦大学学习兽医学，母亲正在接受护士培训。由于父亲的工作变动及尼日利亚内战的干扰，换了很多所学校，包括埃努古的女王学校、伊巴丹的圣路易斯文法学校和伊巴丹大学国际学校。她在恩苏卡尼日利亚大学获得医学学位。之后便前往欧洲留学，並在意大利威尼斯的欧洲大学间交流中心获得了人权研究硕士学位。她曾在英国担任过麻醉师注册师，之后在东南肯特卫生局下属的医院工作，包括多佛尔、福克斯通和阿什福德等地。她与人权组织合作，倡导反对强奸、切割女性生殖器官和其他针对妇女的暴力行为。她还是全体女性条约指导委员会的成员，该委员会主张通过尼日利亚《禁止对人施暴法》（the Violence Against Persons Prohibition Act），将对妇女施暴的惩罚纳入其中。2007年至2009年担任尼日利亚女医生协会主席。2019年7月埃莉诺·恩瓦迪诺比出任国际女医生协会百年庆祝年会主席。